# Кардиналы-выборщики на Конклаве 2005 года
| Страна | Количество выборщиков |
| --- | --------------------- |
| Италия | 20                    |
| Соединённые Штаты Америки | 11                    |
| Германия, Испания | 6                     |
| Франция | 5                     |
| Бразилия, Мексика | 4                     |
| Индия, Канада, Колумбия, Польша | 3                     |
| Великобритания, Венгрия, Нигерия, Португалия, Украина, Филиппины, Чили, Япония | 2                     |
| Австралия, Австрия, Аргентина, Бельгия, Боливия, Босния и Герцеговина, Вьетнам, Гана, Гватемала, Гондурас, Доминиканская Республика, Индонезия, Ирландия, Камерун, Демократическая Республика Конго, Кот-д’Ивуар, Куба, Латвия, Литва, Мадагаскар, Нидерланды, Никарагуа, Новая Зеландия, Перу, Сирия, Судан, Таиланд, Танзания, Уганда, Хорватия, Чехия, Швейцария, ЮАР | 1                     |

Следующие кардиналы-выборщики участвовали в Папском Конклаве 2005 года. Приводятся по географическим регионам (не языковыми группами, обычно используемыми во Вселенской Церкви), и в алфавитном порядке (неофициальный порядок предшествования, который не уместен на процедуре Конклава).
Из 183 членов Коллегии кардиналов в конклаве имели право участвовать 117, а остальные уже достигли 80-летнего возраста и были этого права лишены. Двое выборщиков (Хайме Лачика Син и Адольфо Антонио Суарес Ривера) не приняли участия в конклаве по состоянию здоровья, таким образом, число выборщиков составило 115.
Все кардиналы кроме двух, отмеченных знаком †, были возведены папой римским Иоанном Павлом II, и таким образом они впервые участвовали в Конклаве. Кардиналы, отмеченные знаком †, были возведены папой римским Павлом VI и участвовали в августовском и октябрьском Конклавах 1978 года.
В Коллегии кардиналов присутствовали следующие кардиналы-выборщики, назначенные:
- 3 — папой Павлом VI (из них присутствовали 2);
- 114 — папой Иоанном Павлом II (из них присутствовали 113).

## Римская Курия
1. Фрэнсис Аринзе, бывший префект Конгрегации богослужения и дисциплины таинств, Римская курия;
2. † Уильям Уэйкфилд Баум, бывший великий пенитенциарий Апостольской Пенитенциарии, Римская курия;
3. Зенон Грохолевский, бывший префект Конгрегации католического образования, Римская курия;
4. Игнатий Мусса I Дауд, бывший префект Конгрегации по делам Восточных Церквей, Римская курия;
5. Вальтер Каспер, бывший председатель Папского Совета по содействию Христианскому единству, Римская курия;
6. Дарио Кастрильон Ойос, бывший префект Конгрегации по делам духовенства, Римская курия;
7. Агостино Каччавиллан, бывший председатель Администрации церковного имущества Святого Престола, Римская курия;
8. Хавьер Лосано Барраган, бывший председатель Папского Совета по Пастырскому попечению о работниках здравоохранения, Римская курия;
9. Альфонсо Лопес Трухильо, бывший председатель Папского Совета по делам семьи, Римская курия;
10. Франческо Маркизано, бывший председатель Папская комиссии по священной археологии, Римская курия;
11. Эдуардо Мартинес Сомало, Камерленго Апостольской Палаты, Римская курия;
12. Ренато Раффаэле Мартино, бывший председатель Папского Совета Справедливости и Мира, Римская курия;
13. Хорхе Артуро Медина Эстевес, кардинал-протодьякон Коллегии кардиналов, бывший префект Конгрегации богослужения и дисциплины таинств, Римская курия;
14. Аттильо Никора, бывший председатель Администрации церковного имущества Святого Престола, Римская курия;
15. Марио Франческо Помпедда, бывший префект Верховного Трибунала Апостольской Сигнатуры, Римская курия;
16. Поль Пупар, бывший председатель Папского Совета по культуре, Римская курия;
17. † Йозеф Ратцингер, бывший префект Конгрегации доктрины веры, Римская курия (был избран папой римским и принял имя Бенедикт XVI);
18. Джованни Баттиста Ре, бывший префект Конгрегации по делам епископов, Римская курия;
19. Жозе Сарайва Мартинш, кларетинец, бывший префект Конгрегации по канонизации Святых, Римская курия;
20. Серджо Себастьяни, бывший председатель Префектуры экономических дел Святого Престола, Римская курия;
21. Крешенцио Сепе, бывший префект Конгрегации Евангелизации народов, Римская курия;
22. Анджело Содано, бывший Государственный секретарь Святого Престола, Римская курия;
23. Джеймс Фрэнсис Стэффорд, великий пенитенциарий Апостольской Пенитенциарии, Римская курия;
24. Жан-Луи Торан, Библиотекарь и Архивариус Ватиканских тайных Архивов, Римская курия;
25. Стефан Фумио Хамао, бывший председатель Папского Совета по Пастырскому попечению о мигрантах и странствующих, Римская курия;
26. Эдмунд Казимир Шока, бывший председатель Папской Комиссии по делам государства-града Ватикана и губернатор Ватикана, Римская курия;
27. Хулиан Эрранс Касадо, бывший председатель Папского Совета по интерпретации законодательных текстов, Римская курия.

## Европа

### Италия
1. Эннио Антонелли, архиепископ Флоренции, Италия
2. Джакомо Биффи, бывший архиепископ Болоньи, Италия;
3. Тарчизио Бертоне, салезианец, архиепископ Генуи, Италия;
4. Марко Че, бывший патриарх Венеции, Италия;
5. Сальваторе Де Джорджи, архиепископ Палермо, Италия;
6. Микеле Джордано, архиепископ Неаполя, Италия;
7. Карло Мария Мартини, иезуит, бывший архиепископ Милана, Италия;
8. Северино Полетто, архиепископ Турина, Италия;
9. Камилло Руини, генеральный викарий Рима, Италия;
10. Анджело Скола, патриарх Венеции, Италия;
11. Диониджи Теттаманци, архиепископ Милана, Италия;

### Другие европейцы
1. Франсиско Альварес Мартинес, бывший архиепископ Толедо, Испания;
2. Карлос Амиго Вальехо, францисканец, архиепископ Севильи, Испания;
3. Филипп Барбарен, архиепископ Лиона-Вьенна, Франция;
4. Аудрис Юозас Бачкис, архиепископ Вильнюса, Литва;
5. Йосип Бозанич, архиепископ Загреба, Хорватия;
6. Фридрих Веттер, архиепископ Мюнхена, Германия;
7. Милослав Влк, архиепископ Праги, Чехия;
8. Юзеф Глемп, архиепископ Варшавы, Польша;
9. Любомир Гузар, грекокатолический верховный архиепископ Львова, Украина;
10. Годфрид Даннеелс, архиепископ Мехелена-Брюсселя, Бельгия;
11. Рикардо Мария Карлес Гордо, бывший архиепископ Барселоны, Испания;
12. Десмонд Коннелл, бывший архиепископ Дублина, Ирландия;
13. Карл Леманн, епископ Майнца, Германия;
14. Жан-Мари Люстиже, бывший архиепископ Парижа, Франция;
15. Йоахим Майснер, архиепископ Кёльна, Германия;
16. Франтишек Махарский, архиепископ Кракова, Польша;
17. Кормак Мёрфи-О’Коннор, архиепископ Вестминстера, Англия, Великобритания;
18. Кит Майкл Патрик О’Брайен, архиепископ Сент-Эндрюса и Эдинбурга, Шотландия, Великобритания;
19. Бернар Панафьё, архиепископ Марселя, Франция;
20. Ласло Пашкаи, францисканец, бывший архиепископ Эстергома-Будапешта, Венгрия;
21. Жозе да Круш Поликарпу, патриарх Лиссабона, Португалия;
22. Винко Пулич, архиепископ Врхбосны-Сараево, Босния и Герцеговина;
23. Янис Пуятс, архиепископ Риги, Латвия;
24. Антонио Мария Роуко Варела, архиепископ Мадрида, Испания;
25. Адрианус Йоханнес Симонис, архиепископ Утрехта, Нидерланды;
26. Анри Швери, бывший епископ Сьона, Швейцария;
27. Кристоф Шёнборн, доминиканец, архиепископ Вены, Австрия;
28. Георг Максимилиан Штерцински, архиепископ Берлина, Германия;
29. Петер Эрдё, архиепископ Эстергома-Будапешта, Венгрия;
30. Мариан Яворский, латинский архиепископ Львова, Украина;

## Америки

### США/Канада
1. Алоизиус Маттиас Амброзич, архиепископ Торонто, Онтарио, Канада;
2. Фрэнсис Юджин Джордж, иммакулат, архиепископ Чикаго, Иллинойс, США;
3. Эдуард Майкл Иган, архиепископ Нью-Йорка, Нью-Йорк, США;
4. Уильям Генрих Килер, архиепископ Балтимора, Мэриленд, США;
5. Бернард Фрэнсис Лоу, бывший архиепископ Бостона, Массачусетс, США;
6. Теодор Эдгар Маккэррик, архиепископ Вашингтона, округ Колумбия, США;
7. Роджер Майкл Махони, архиепископ Лос-Анджелеса, Калифорния, США;
8. Адам Джозеф Мэйда, архиепископ Детройта, Мичиган, США;
9. Джастин Фрэнсис Ригали, архиепископ Филадельфии, Пенсильвания, США;
10. Жан-Клод Тюркотт, архиепископ Монреаля, Квебек, Канада;
11. Марк Уэлле, сульпицианец, архиепископ Квебека, Квебек, Канада;

### Мексика,Центральная Америка, иКарибский бассейн
1. Родольфо Кесада Торуньо, архиепископ Гватемалы, Гватемала;
2. Николас де Хесус Лопес Родригес, архиепископ Санто-Доминго, Доминиканская Республика;
3. Мигель Обандо Браво, салезианец, бывший архиепископ Манагуа, Никарагуа;
4. Хайме Лукас Ортега-и-Аламино, архиепископ Гаваны, Куба;
5. Норберто Ривера Каррера, архиепископ Мехико, Мексика;
6. Оскар Андрес Родригес Марадьяга, салезианец, архиепископ Тегусигальпы, Гондурас;
7. Хуан Сандоваль Иньигес, архиепископ Гвадалахары, Халиско, Мексика;
8. Адольфо Антонио Суарес Ривера, бывший архиепископ Монтеррея, Новый Леон, Мексика (отсутствовал на Конклаве по болезни);

### Южная Америка
1. Жералду Мажела Агнелу, архиепископ Сан-Салвадора-да-Баия, Бразилия;
2. Хорхе Марио Бергольо, иезуит, архиепископ Буэнос-Айреса, Аргентина;
3. Педро Рубиано Саэнс, архиепископ Боготы, Колумбия;
4. Хуан Луис Сиприани Торн, архиепископ Лимы, Перу;
5. Хулио Террасас Сандоваль, редемпторист, архиепископ Санта-Круз де Ла Сьерра, Боливия;
6. Жозе Фрейрие Фалкан, бывший архиепископ Бразилиа, Федеральный округ, Бразилия;
7. Клаудиу Хуммес, францисканец, архиепископ Сан-Паулу, Сан-Паулу, Бразилия;
8. Эузебиу Оскар Шейд, архиепископ Сан-Себастьян-до-Рио-де-Жанейро, Бразилия;
9. Франсиско Хавьер Эррасурис Осса, архиепископ Сантьяго, Чили;

## Африка
1. Бернар Агре, архиепископ Абиджана, Кот-д'Ивуар;
2. Эммануил Вамала, архиепископ Кампалы, Уганда;
3. Габриэль Зубейр Вако, архиепископ Хартума, Судан;
4. Уилфрид Фокс Напье, францисканец, архиепископ Дурбана, ЮАР;
5. Энтони Олубунми Окоги, архиепископ Лагоса, Нигерия;
6. Поликарп Пенго, архиепископ Дар-эс-Салама, Танзания;
7. Арман Гаэтан Разафиндратандра, архиепископ Антананариву, Мадагаскар;
8. Питер Тарксон, архиепископ Кейп-Коста, Гана;
9. Кристиан Вийган Туми, архиепископ Дуалы, Камерун;
10. Фредерик Этсу-Нзаби-Бамунгваби, архиепископ Киншасы, Демократическая Республика Конго;

## Азия, включаяБлижний Восток
1. Юлий Рияди Дармаатмаджа, иезуит, архиепископ Джакарты, Индонезия;
2. Иван Диас, архиепископ Бомбея, Индия;
3. Михаил Мичаи Китбунчу, архиепископ Бангкока, Таиланд;
4. Иоанн Батист Фам Минь Ман, архиепископ Хошимина, Вьетнам;
5. Пётр Сэйити Сираянаги, бывший архиепископ Токио, Япония;
6. † Хайме Лачика Син, бывший архиепископ Манилы, Филиппины (отсутствовал на Конклаве по болезни — кардинал Син умер в том же году);
7. Телесфор Пласидус Топпо, архиепископ Ранчи, Индия;
8. Рикардо Хамин Видаль, архиепископ Себу, Филиппины;
9. Варкай Витхаятхил, верховный архиепископ Эрнакулам-Ангамали, Индия;

## Океания
1. Джордж Пелл, архиепископ Сиднея, Австралия;
2. Томас Стэффорд Уильямс, бывший архиепископ Веллингтона, Новая Зеландия;